# Ospedaletti
Ospedaletti é uma comuna italiana da região da Ligúria, província de Impéria, com cerca de 3.341 habitantes. Estende-se por uma área de 5 km², tendo uma densidade populacional de 668 hab/km². Faz fronteira com Bordighera, Sanremo, Seborga, Vallebona.

## Demografia
| Variação demográfica do município entre 1861 e 2011                               |
|                                                                                   |
| Fonte: Istituto Nazionale di Statistica (ISTAT) - Elaboração gráfica da Wikipedia |

## Cidades-irmãs
- Soulac-sur-Mer, França (1972)